# Vigningspsalm
Vigningspsalm är en psalm med text är skriven av Jonas Jonson och musiken är skriven av Britta Snickars.

## Publicerad som
- Nr 894 i Psalmer i 2000-talet under rubriken "Kyrkan, Anden - människor till hjälp".